# FK Minsk
FK Minsk (Wit-Russisch: ФК Мінск, Russisch: ФК Минск) is een voetbalclub uit Minsk, Wit-Rusland. De club ontstond in 2006 nadat de voormalige eigenaren van het opgeheven Torpedo Minsk de licentie van Smena Minsk (opgericht in 1954), dat in de Persjaja Liga uitkwam, opkochten.
In 2006 promoveerde de club als kampioen naar de Vysjejsjaja Liga maar degradeerde in 2007 direct. In 2008 werd FK Minsk andermaal kampioen in de Persjaja Liga. In 2015 werd het nieuwe FK Minsk stadion betrokken.
Smena Minsk werd het tweede elftal en ging onder de naam FC Minsk-2 spelen op het derde niveau. Deze club werd in 2015 opgeheven

## Erelijst
Beker
winnaar in 2013
Persjaja Liga
2006, 2008

## In Europa
#Q = #kwalificatieronde, T/U = Thuis/Uit, W = Wedstrijd, PUC = punten UEFA coëfficiënten .
Uitslagen vanuit gezichtspunt FK Minsk
| Seizoen | Competitie    | Ronde | Land                  | Club             | Totaalscore  | 1e W    | 2e W       | PUC |
| ------- | ------------- | ----- | --------------------- | ---------------- | ------------ | ------- | ---------- | --- |
| 2011/12 | Europa League | 1Q    | Vlag van Azerbeidzjan | FK Olimpik Bakoe | 3-2          | 1-1 (U) | 2-1 (T)    | 2.0 |
|         |               | 2Q    | Vlag van Turkije      | Gaziantepspor    | 2-5          | 1-1 (T) | 1-4 (U)    | 2.0 |
| 2013/14 | Europa League | 2Q    | Vlag van Malta        | Valletta FC      | 3-1          | 1-1 (U) | 2-0 (T)    | 2.5 |
|         |               | 3Q    | Vlag van Schotland    | St. Johnstone    | 1-1 (3-2 ns) | 0-1 (T) | 1-0 nv (U) | 2.5 |
|         |               | PO    | Vlag van België       | Standard Luik    | 1-5          | 0-2 (T) | 1-3 (U)    | 2.5 |

Totaal aantal punten voor UEFA coëfficiënten: 4.5